# Pio di Carpi

Wappen der Pio di Savoia, nach 1450

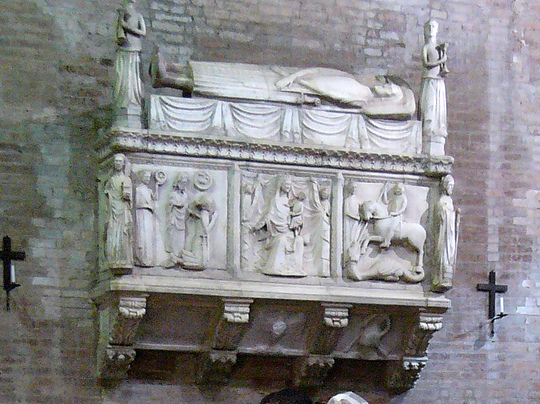
Grabstätte für Manfredo Pio di Carpi (?–1348), Carpi (Chiesa di Santa Maria in Castello)

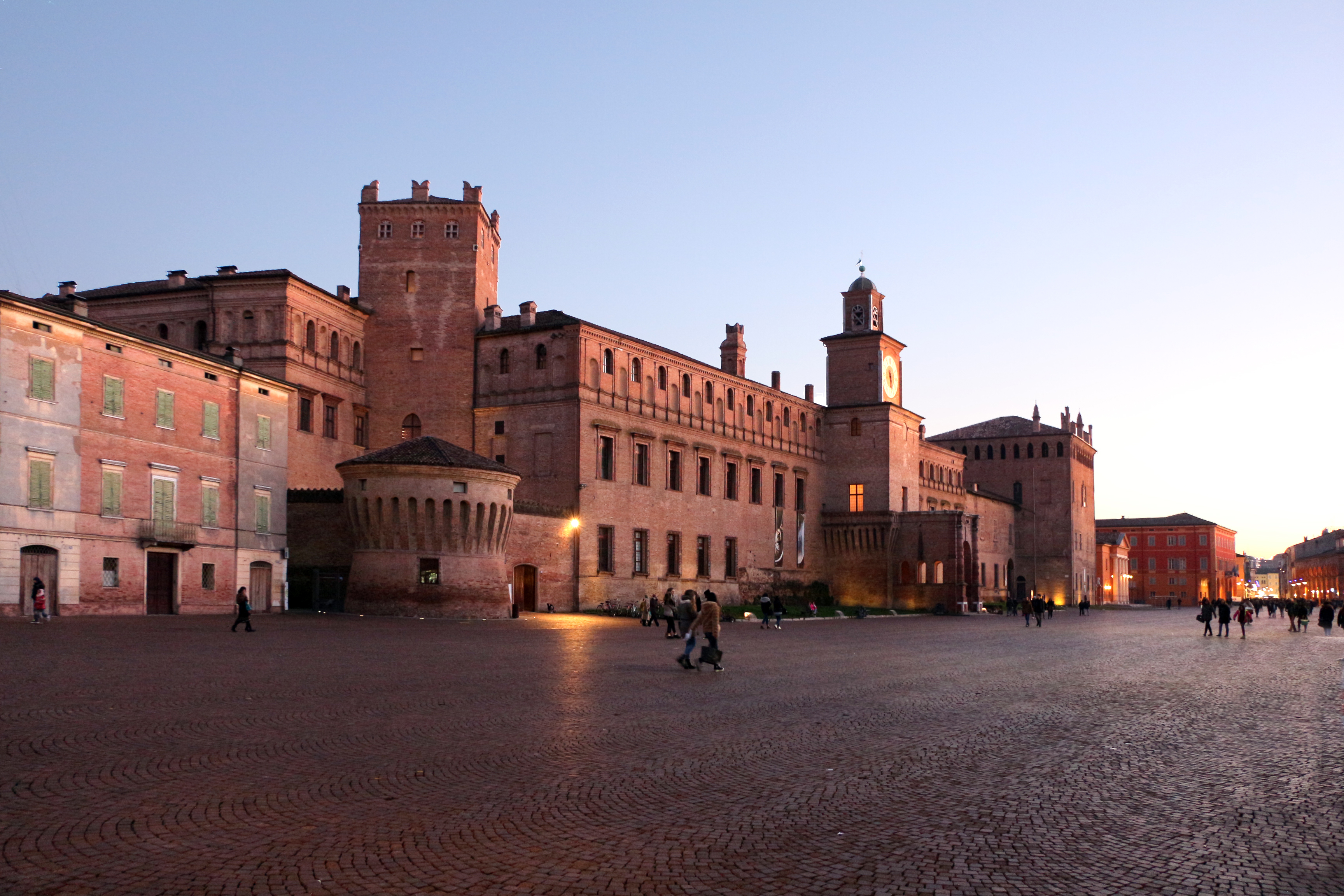
Palazzo dei Pio, Carpi

Die Pio di Carpi, ab 1450 auch: Pio di Savoia, sind ein oberitalienisches Adelsgeschlecht, das zwischen 1331 und 1515 die Herrschaft in Carpi ausübte. Aus der Familie kamen mehrere Bischöfe und drei Kardinäle, zahlreiche Condottieri und Diplomaten. Mitglieder der Familie bekleideten seit dem Hochmittelalter wichtige Ämter in zahlreichen Städten und Territorialstaaten, insbesondere in Ferrara, Modena, Reggio, im Kirchenstaat sowie im Herzogtum Savoyen.

## Herkunft und Aufstieg
Die Pio di Carpi führten ihre Abstammung wie andere oberitalienische Adelsfamilien, beispielsweise die Pico della Mirandola oder die Manfredi von Faenza, auf die sog. figli di Manfredo zurück, ein Verwandtschaftsverband, der in der besonderen Gunst von Mathilde von Canossa gestanden haben soll. Sie gehörten im Hochmittelalter zu den führenden Ghibellinen in der mittleren Po-Ebene und zeichneten sich im Kampf der oberitalienischen Städte gegen Friedrich Barbarossa aus. Familienmitglieder bekleideten insbesondere in Modena wichtige Ämter und gelangten auch im Kirchendienst zu großem Einfluss: Manfredo Pio war von 1232 bis 1255 Bischof von Vicenza, Matteo Pio von 1264 bis 1276 Bischof von Modena. Nach erbitterten Kämpfen um die Führung der Ghibellinen-Partei wurden Manfredo und Guido Pio 1327 von Ludwig dem Bayern zu Reichsvikaren von Modena ernannt. Bereits zu einem früheren Zeitpunkt (1319) hatte Manfredo Pio im Namen seiner Gemahlin Flandina di Gandolfo de’ Brocchi di Carpi Rechte an der Herrschaft geltend gemacht. Diese wurden 1327 vom Papst und nochmals 1331 von Johann von Böhmen bestätigt. 1336 stimmten die Cousins Manfredo und Guido Pio der Übernahme von Modena durch Obizzo III. d’Este zu und wurden von diesem im Gegenzug in den Lehen Carpi für Manfredo und San Felice sul Panaro für Guido Pio bestätigt. Guido Pio verstarb bereits im folgenden Jahr (1337). In Carpi behaupteten sich die Pio über sieben Generationen hinweg und schufen sich auf dieser Grundlage eine eigenständige Machtbasis, wirtschaftliche Autonomie und aristokratisches Prestige.

## Signoria von Carpi (1331–1525)
| Regenten                                             | Regierungszeit |
| ---------------------------------------------------- | -------------- |
| Manfredo I.                                          | 1331–1348      |
| Galasso I.                                           | 1348–1367      |
| Marsiglio I., Giberto I.                             | 1367–1384      |
| Giberto I.                                           | 1384–1389      |
| Marco I., Alberto I., Gian Galeazzo                  | 1389–1408      |
| Marco I.                                             | 1408–1418      |
| Alberto II., Giberto II., Galasso II.                | 1418–1446      |
| Alberto II., Galasso II.                             | 1446–1463      |
| Gallasso II., Lionello I. (Pio di Savoia), Marco II. | 1463–1465      |
| Lionello I., Marco II., Söhne von Galasso II.        | 1465–1469      |
| Lionello I., Marco II.                               | 1469–1477      |
| Marco II., Alberto III. (Pio di Savoia)              | 1477–1494      |
| Alberto III., Giberto III.                           | 1494–1499      |
| Alberto III. (Ercole I. d’Este, Alfonso I. d’Este)   | 1499–1525      |

Formell waren die Pio di Carpi zwar Vasallen der mächtigen d’Este in Ferrara. Trotzdem gelang es ihnen, ihr Herrschaftsgebiet bis zum Vorgebirge des Apennin südwestlich von Modena hin auszudehnen. Zahlreiche Mitglieder der Familie waren als Söldnerführer tätig, insbesondere für die Visconti und später die Sforza, die d’Este in Ferrara und die Republik Venedig. Vorteilhafte Heiratsbündnisse mit den mächtigen Adelsgeschlechtern Oberitaliens sollten die Herrschaft absichern und möglichst viel Glanz auf die Dynastie der Pio werfen. So ergaben sich Verwandtschaftsverhältnisse mit allen einflussreichen Familien der Region: mit den da Correggio und Rossi von Parma, den Alidosi von Imola, den Pico della Mirandola, den Da Polenta von Ravenna, den Bentivoglio von Bologna, den d’Este und Gonzaga.

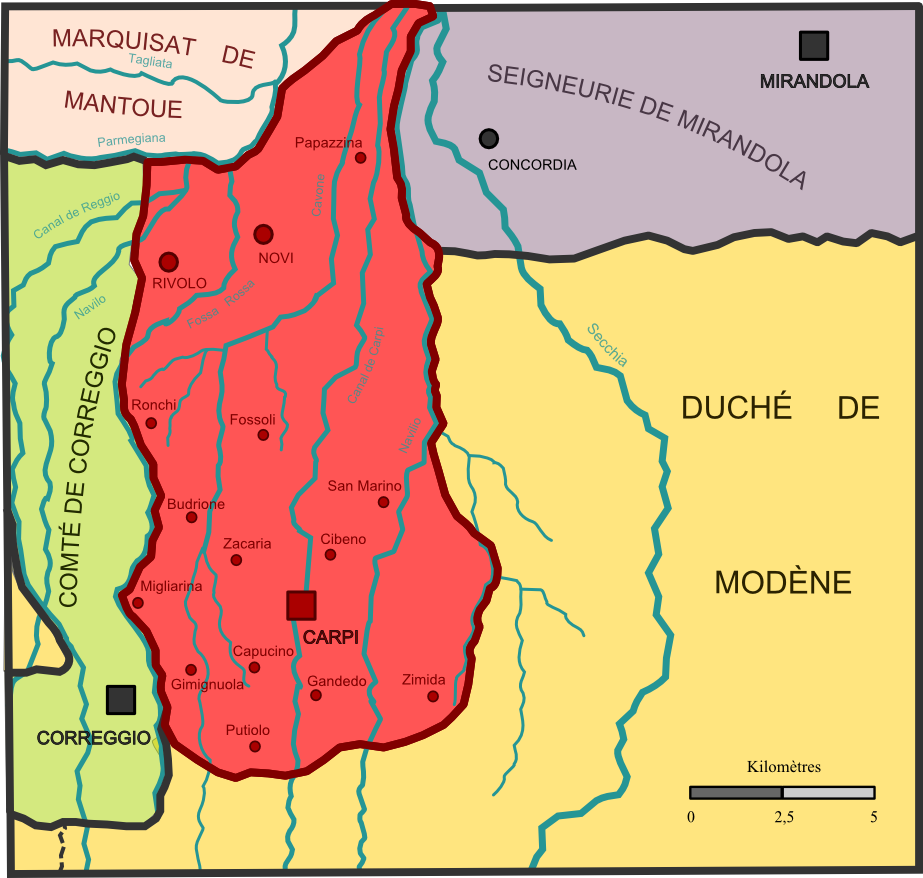
Die Signoria von Carpi um 1500

Eine Konstante der Herrschaft in Carpi waren und blieben die unablässig schwelenden Streitigkeiten innerhalb der eigenen Verwandtschaft. Auslöser dieser Krisen war die grundsätzliche Unteilbarkeit von Lehen und Herrschaft, was nachgeborene Söhne zurücksetzte und Intrigen begünstigte. Die Pio verstanden es besser als andere Adelsgeschlechter, die Herrschaft innerhalb der Familie zu teilen, ohne quasi systematisch Verwandtenmord zu praktizieren, wie es beispielsweise bei den Da Polenta in Ravenna der Fall war. Entgegen dem Zeitgeist war bei ihnen das Prinzip der Mitregentschaft gut verankert, wobei es auch bei ihnen zu schweren Auseinandersetzungen innerhalb der Familie kam. 1469 beteiligten sich die zahlreichen Söhne von Galasso II. Pio di Carpi an einer Verschwörung gegen Borso d’Este, den Herrn von Ferrara, was diesem Zweig der Pio die Macht kosten sollte. Zwei der Söhne, Gianmarco und Gianlodovico Pio, wurden in Ferrara hingerichtet, andere für viele Jahre eingekerkert. Ab 1469 regierten in Carpi nun die Nachkommen von Alberto I. Pio, der sich, dank militärischer Verdienste, seit 1450 mit Privileg von Herzog Ludwig von Savoyen Pio di Savoia nennen durfte. Damit besserten sich die Verhältnisse in Carpi freilich nicht. Auch unter seinen Nachkommen kam es bereits in der folgenden Generation zwischen den Vettern Alberto III. und Giberto III. Pio di Savoia zu gewaltsamen Konflikten, die 1496 kurzzeitig in einen eigentlichen Bürgerkrieg ausarteten. Sie endeten mit dem Verzicht von Giberto III. auf die Herrschaft in Carpi, der im Gegenzug die Lehen in und um Sassuolo (Sassuolo, Formigine, Spezzano) sowie Brandola (Polinago) und das südöstlich von Carpi gelegene Soliera erhielt. Trotz dieser Veränderungen sollte die Herrschaft der Pio in Carpi bald enden, paradoxerweise ausgerechnet unter Alberto III. Pio di Savoia, dem in jeder Hinsicht herausragendsten Vertreter der Familie. Seine Stellung in Carpi war bereits mit dem Verkauf der anderen Hälfte durch Giberto III. an den Herzog von Ferrara arg kompromittiert. Ausschlaggebend war dann, dass Alberto III. im habsburgisch-französischen Konflikt auf die falsche (französische) Karte setzte. Nach der Niederlage von Franz I. gegen Karl V. in der Schlacht bei Pavia wurde Carpi von den kaiserlichen Truppen erobert, geplündert und danach den Este übertragen. Carpi wurde 1535 von Karl V. in den Rang eines Fürstentums erhoben und bis 1796 von den d’Este regiert.

## Carpi, die Residenz
Wie in anderen Territorialherrschaften kam es im Verlauf des 15. Jahrhunderts auch in Carpi zu einer Zentralisierung und Professionalisierung der Verwaltung, sicher begünstigt durch den beschränkten Umfang des Herrschaftsgebiets, das aber doch einige hundert Quadratkilometer sehr fruchtbaren Bodens umfasste. 1448 wurden die veralteten Statuten von Carpi revidiert und Verzeichnisse des Grundeigentums auf dem Land, aber auch des städtischen Immobilienbesitzes und der öffentlichen Bauwerke, angelegt. Die Residenz wurde kontinuierlich zu einem höfischen Zentrum ausgebaut. Gegen 1500 war aus bescheidenen Anfängen ein grandioses Ensemble herangewachsen. Die Pio verfolgten in Carpi ein ambitioniertes urbanistisches Programm, das Carpi in eine Musterresidenz eines Renaissance-Kleinstaates verwandeln sollte. Es entstanden gerade ausgerichtete und ausgewogene Straßenzüge sowie eine großartige zentrale Platzanlage mit langgestreckten Laubengängen (Piazza dei Martiri). Das urbane Zentrum wurde um die Loggia vor dem Getreidemarkt (Mercato del grano) und den von Baldassare Peruzzi konzipierten Neubau der Domkirche erweitert. Die architektonische Gesamtanlage sollte symbolisch eine hierarchisch aufgebaute, aber eben auch geordnete und befriedete Gesellschaft widerspiegeln. Zu ihrem Schutz wurde ein neuer Mauergürtel errichtet, der auch eine klare Grenze zwischen Stadt und Land zog. Die herausgehobene Machtstellung der Herrscherfamilie kam im Palazzo dei Pio, dem Residenzschloss, zum Ausdruck, das in der Formensprache der Renaissance eindrucksvoll erneuert und erweitert wurde. Zur Piazza dei Martiri hin zeigt der Palazzo dei Pio eine majestätische Front von 160 Metern Länge auf. Unter der Herrschaft der Pio prosperierte die Stadt. Ab 1460 wurde der mittelalterliche Mauerring erheblich erweitert. Um 1500 zählte Carpi rund 5500 Einwohner, um 1520 bereits 6000.

## Religionspolitik, Kunst- und Wissenschaftspatronage
In Carpi entfalteten die Pio bedeutende religions- bzw. kirchenpolitische Aktivitäten. 1448 finanzierte Elisabetta Migliorati, die Witwe von Giberto II. Pio, den Bau des Männerkloster von S. Agostino samt zugehöriger Kirche. Alberto II. und Galasso Pio di Carpi waren 1449 für die Gründung einer franziskanischen Observanten-Gemeinschaft in San Nicolò besorgt. 1490 stiftete die Tochter von Elisabetta Migliorati, Camilla Pio di Savoia, das Klarissenkloster Santa Chiara, in das sie in fortgeschrittenerem Alter als Nonne eintrat. Ihr Bruder Alberto III. startete 1494 die Bauarbeiten für die dreischiffige, großdimensionierte neue Franziskanerkirche von San Nicolò, die 1516, praktisch gleichzeitig mit dem Beginn der Arbeiten für den neuen Dom (Basilica cattedrale di Santa Maria Assunta) abgeschlossen waren. 1495 brachte Alberto III. den Männer-Orden der Serviten (Ordo Servorum Mariae) nach Carpi (Santa Maria delle Grazie, 1495), ein paar Jahre später auch eine Frauengemeinschaft des gleichen Ordens (San Sebastiano, 1504). Von den Pio di Carpi reich ausgestattet wurde die Kirche Santa Maria in Castello, anfänglich die Grablege der Pio, mit der Renaissance-Fassade von Baldassare Peruzzi. In zwei Kapellen sind emilianische Fresken des 15. Jahrhunderts erhalten. In Carpi ist die 200-jährige Herrschaft der Pio bis heute allgegenwärtig und überall ablesbar, in erster Linie im Palazzo dei Pio mit seinen zahlreichen Prunkräumen und Fresken. Ein eindrückliches Relikt der Familienherrschaft sind auch die Grabmäler der Regenten, insbesondere die Monumente für Manfredo Pio di Carpi (Kirche Santa Maria in Castello) und Marco I. Pio di Carpi (Kirche San Francesco d'Assisi).
Auch als Förderer von Kunst, Kunsthandwerk und Wissenschaft traten die Pio di Carpi prominent in Erscheinung. Für Manfredo Pio di Carpi ist die Freundschaft mit Francesco Petrarca überliefert. In Carpi wirkten bedeutende Maler und Bildhauer wie Sibellino da Bologna (de Capraria), Giovanni del Sega (um 1450–1527), Andrea della Robbia, Vincenzo Catena oder Bernardino Loschi (1460–1540). Die Kleinstadt war ein Zentrum für innovative künstlerische Strömungen und humanistische Ideen. Alberto III. erhielt seine humanistische Bildung zum Teil von Aldo Manuzio, dem großen Reformatoren des Buchdrucks, der sich um 1483 in Carpi niederließ. Offenkundig befruchteten die großen Vorbilder auch auf das lokale Schaffen, was Künstler wie der Maler und Architekt Girolamo da Carpi, der Holzschneider Ugo da Carpi, Antonio Maria da Carpi oder der berühmte Chirurg und Anatom Jacopo Berengario da Carpi trefflich illustrieren. Das hohe Bildungsniveau und allgemein das inspirierende intellektuelle Klima kommen auch im literarischen Schaffen zahlreicher Familienmitglieder zum Ausdruck, vielleicht am eindrücklichsten bei den Söhnen von Galasso II., die in ihrer Gefangenschaft (1469–1527) literarische Texte und, wie Gian Marsilio Pio, ganze Canzoniere verfassten.

## Die Pio nach 1525
Aus seiner zweiten Ehe mit Cecilia Orsini (1497–1579), Tochter des Kardinals Franciotto Orsini, hatte der letzte Herr von Carpi, Alberto III. Pio di Savoia, keine männlichen Erben. Seine zwei Töchter, Margherita und Caterina, heirateten Mitglieder italienischer Hochadelsfamilien: Giangirolamo Acquaviva, Herzog von Atri (Margherita), und Bonifazio Caetani, Herzog von Sermoneta. Die Linie des Lionello I. Pio di Savoia führte Albertos Bruder Lionello II. Pio di Savoia (1477–1571) weiter, dem es gelang, in der Romagna mit den Herrschaften Meldola, Sarsina, Bertinoro, Verucchio und Scorticata ein bescheideneres Ersatz-Territorium zusammenzufügen. Die Lehen Verucchio und Scorticata gingen 1580 an den Kirchenstaat zurück. Meldola und Sarsina verkaufte der letzte Vertreter der Linie für 147.000 Scudi an Giovanni Francesco Aldobrandini (1545–1601), Neffe von Papst Clemens VII.
Der bedeutende Zweig der Pio von Sassuolo geht zurück auf Giberto III. Pio di Savoia, Herr von Sassuolo, Formigine, Brandola, Spezzano und Soliera, der aus seiner Ehe mit Eleonora Bentivoglio, Tochter von Giovanni Bentivoglio, vier Söhne hatte. Die Herrschaft von Sassuolo übernahm der erstgeborene Sohn Alessandro (um 1496–1518). Seine Brüder machten Karriere als Condottieri und Staatsmänner in Diensten der d‘Este: der belesene und kultivierte Costanzo war Gouverneur von Reggio, Gerolamo kommandierte die dortige Garnison, wurde 1528 in die Verschwörung gegen Alfonso I. d’Este verwickelt und in Ferrara enthauptet, während Marco (?–1544) als Botschafter der d’Este in Paris eine glänzende diplomatische Karriere machte und den Zweig der prinicipi di Pio di Spagna begründete, der 1776 in Madrid erlosch. Im Verlauf des 16. Jahrhunderts sorgten die Pio in Sassuolo für eine bemerkenswerte städtische Entwicklung ihrer Residenz und bewerkstelligten die Umwandlung der mittelalterlich anmutenden Burg in einen herrschaftlichen Palast, der ab 1634 von Francesco I. d’Este in eine großartige Architekturperle verwandelt wurde. Die Herrschaft der Pio in Sassuolo ging zur gleichen Zeit zu Ende wie jene der d’Este in Ferrara. Der letzte Pio-Herrscher wurde 1599 in Ferrara unter mysteriösen Umständen ermordet. Cesare d'Este beschlagnahmte Sassuolo, entschädigte die Erben aber immerhin mit der enormen Summe von 215.000 Dukaten. Dazu trug auch bei, dass die Pio über mächtige Fürsprecher verfügten: Drei Mitglieder der Familie waren Kardinäle geworden oder sollten es noch werden:
- Rodolfo Pio (1500–1564), zum Kardinal ernannt 1536
- Carlo Emmanuele Pio (1585–1641), zum Kardinal ernannt 1604
- Carlo Pio (1622–1689), zum Kardinal ernannt 1654

Das Adelsgeschlecht der Pio di Carpi ist, dank den Nachkommen von Galasso II. Pio di Carpi, in verschiedenen Linien bis heute vertreten (Rom, Großbritannien, Vereinigte Staaten). Auch die mit dem spanischen Adelsgeschlecht der Falcò verschmolzene Linie besteht bis heute fort.

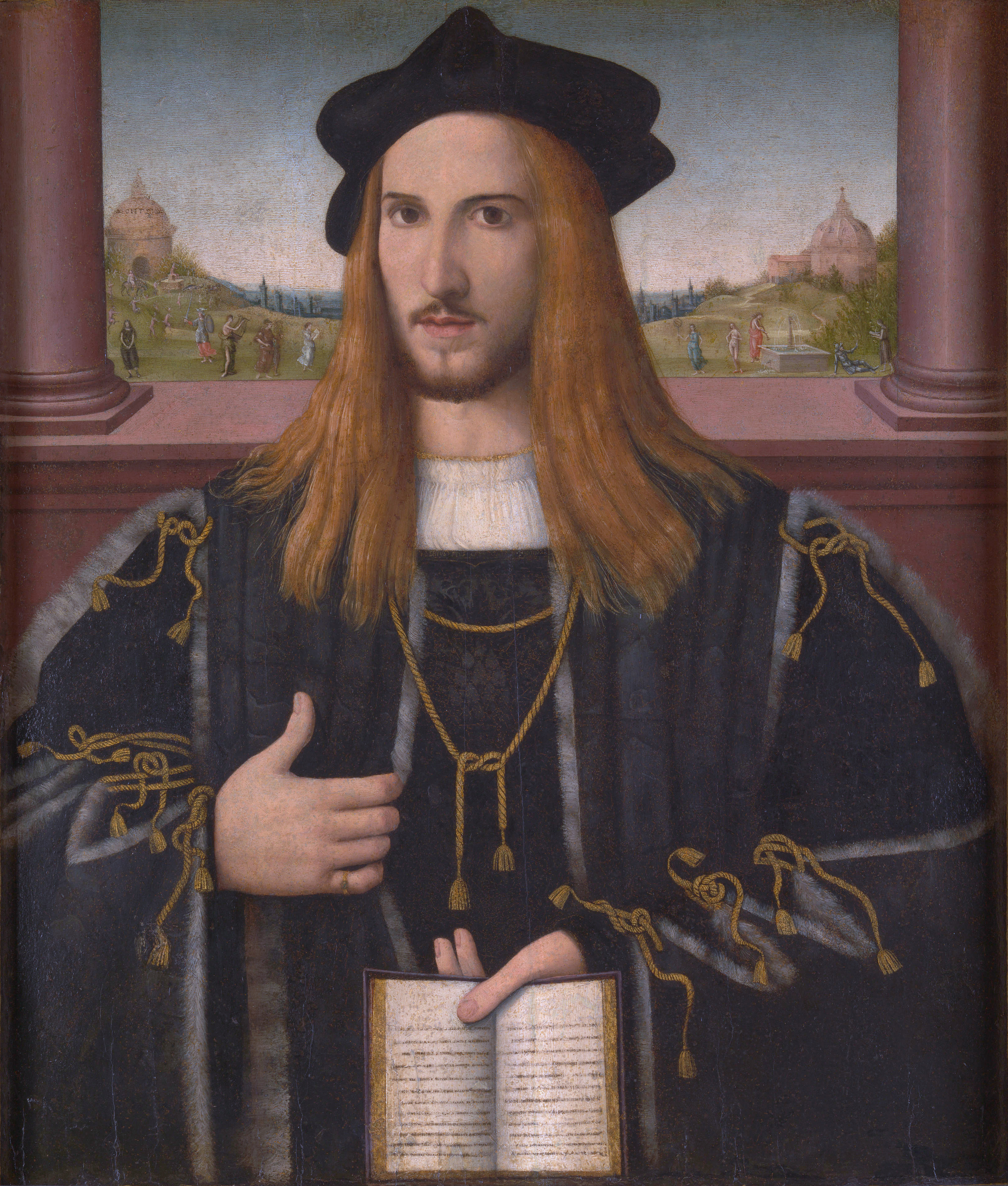
Bernardino Loschi, Porträt von Alberto III. Pio di Savoia, 1512
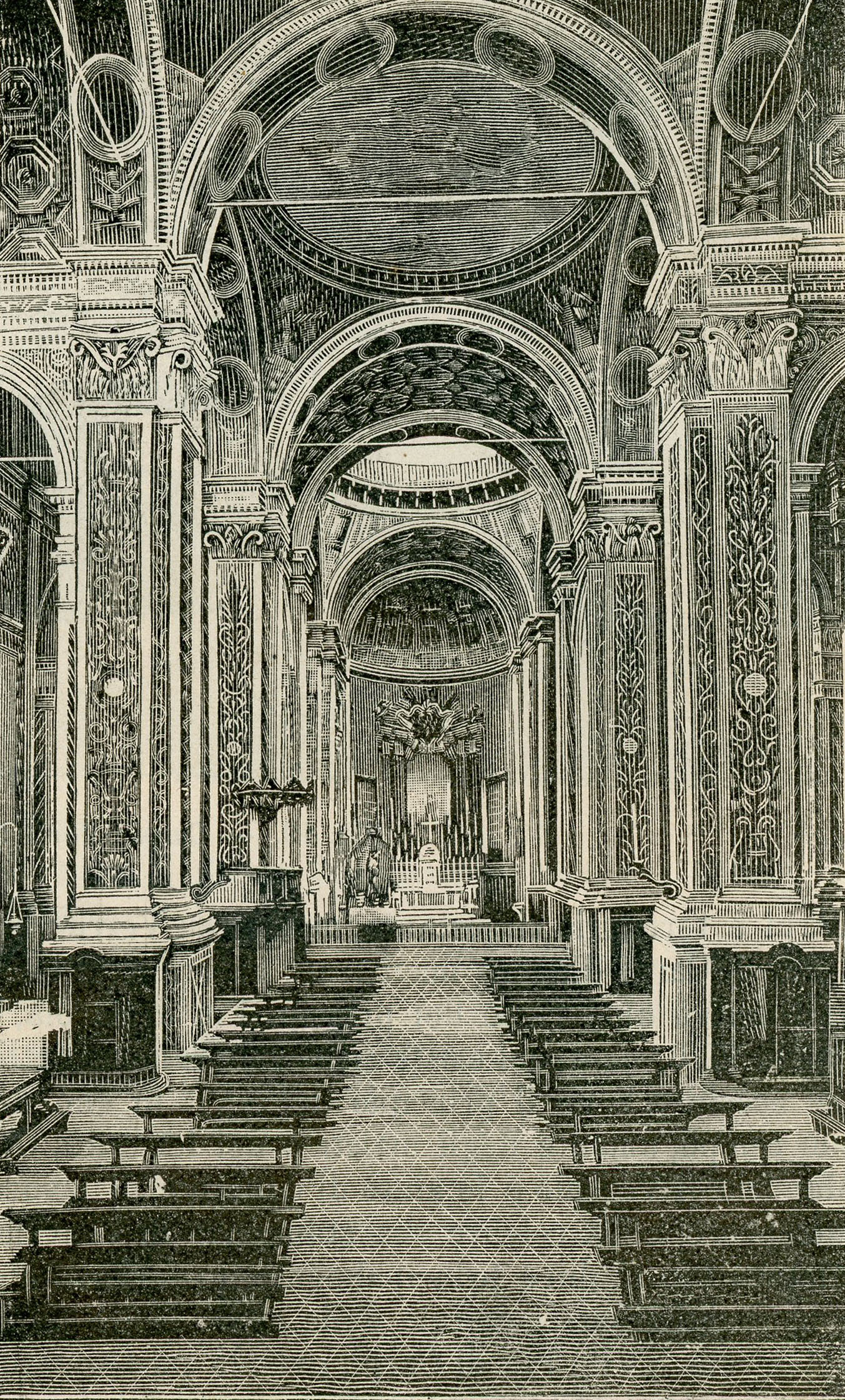
Kirche San Nicolò, Carpi, Holzschnitt (1902)
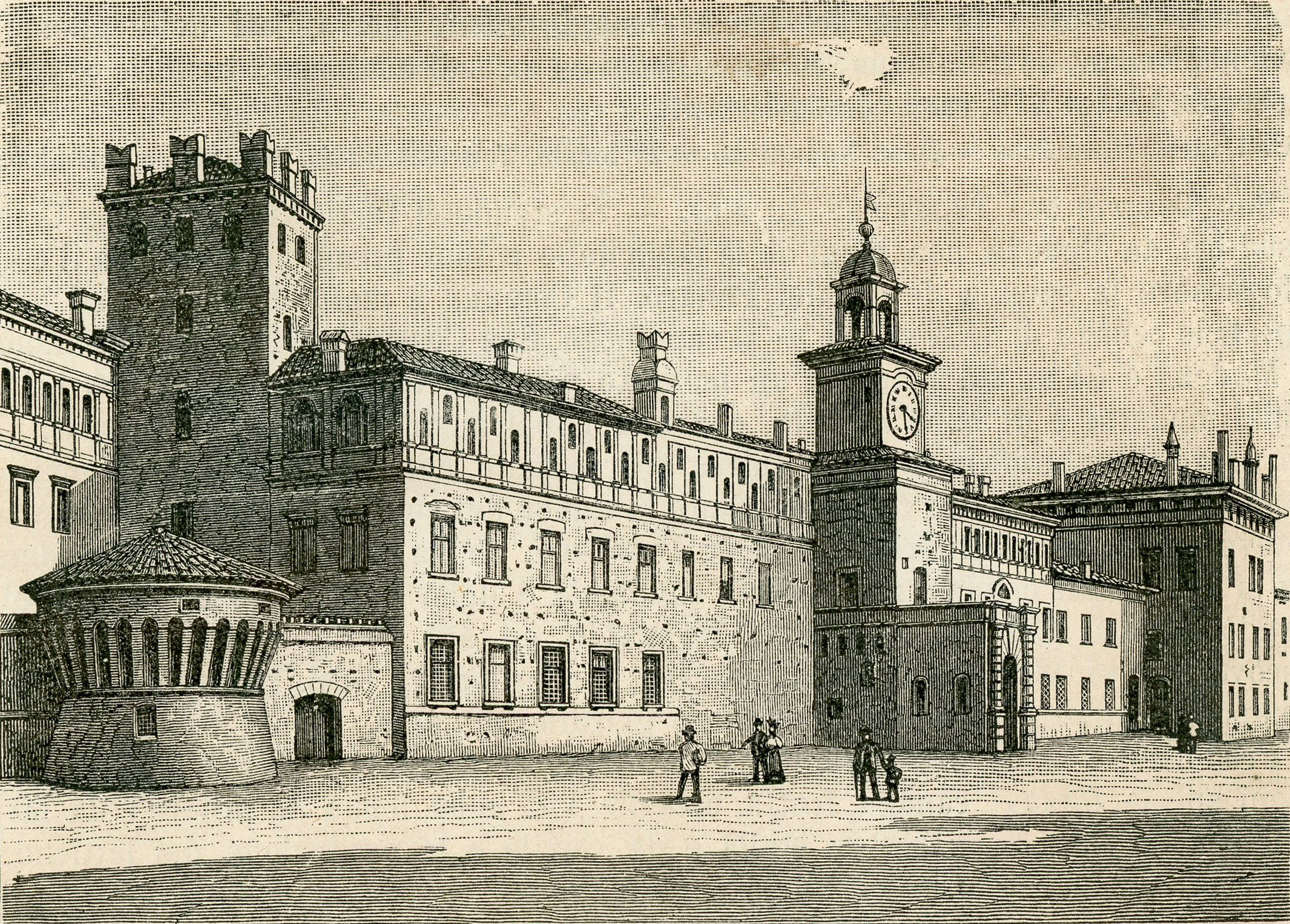
Palazzo dei Pio, Carpi
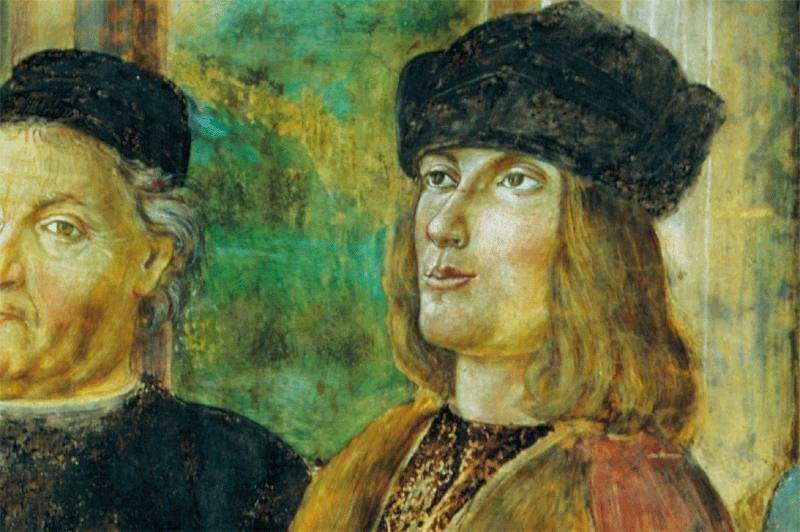
Alberto III. (rechts) und sein Bruder Teodoro Pio di Savoia, Bischof von Monopoli; Fresko von Bernardino Loschi, Palazzo dei Pio, Carpi (um 1500)
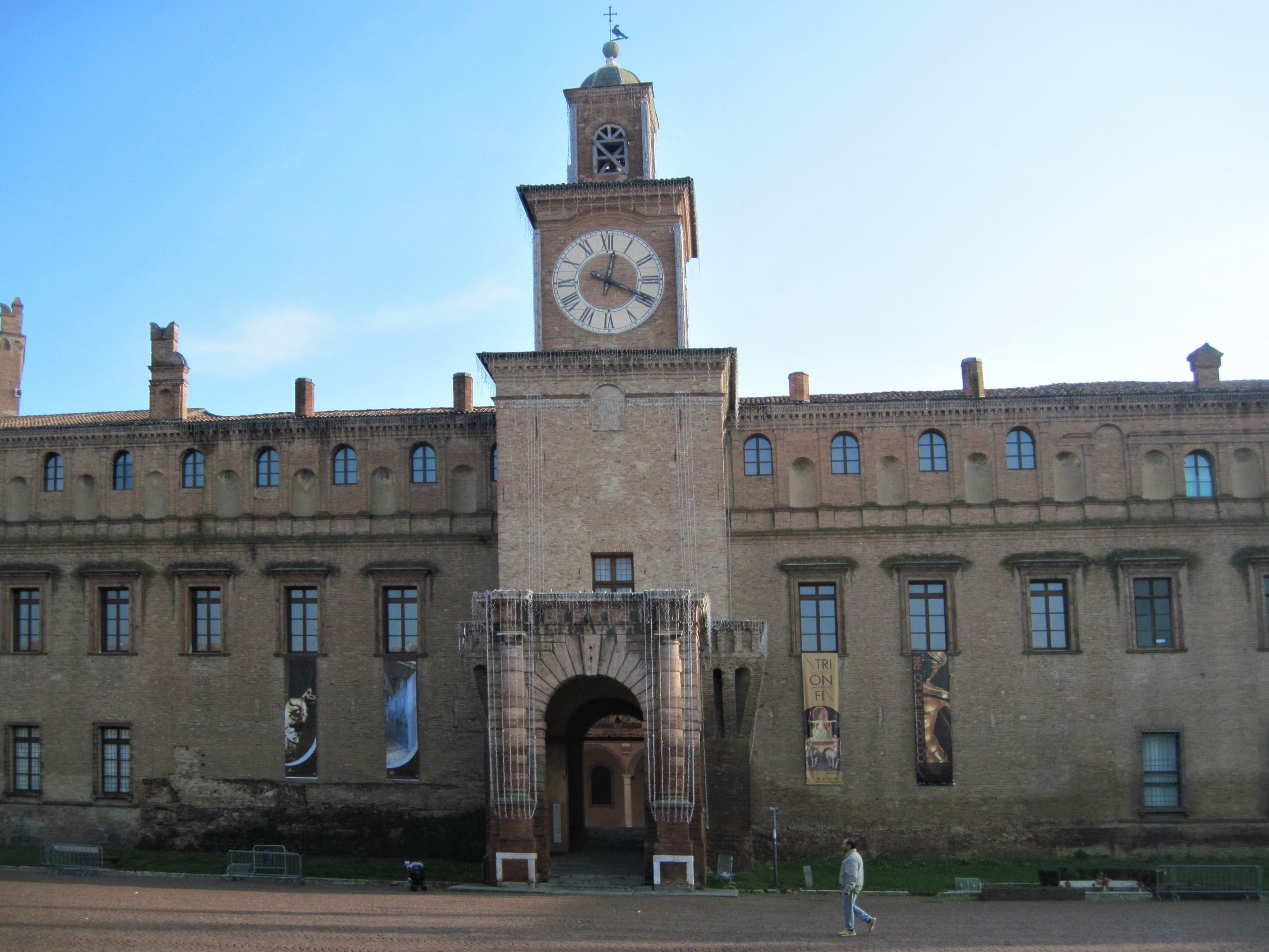
Palazzo dei Pio, Carpi, Eingang zum Cortile d'onore mit Turm von 1577
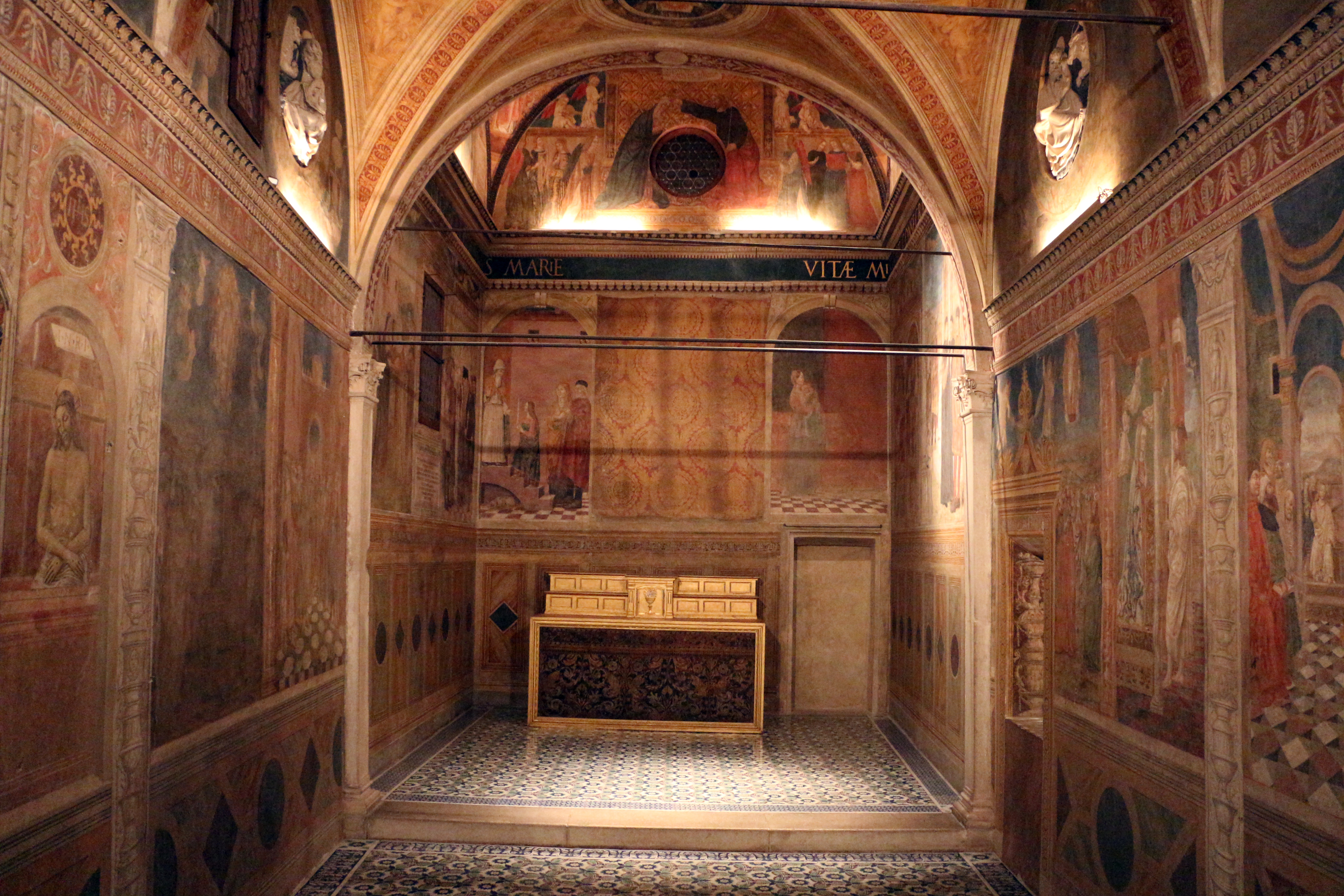
Palazzo dei Pio, Carpi: Fresken von Bernardino Loschi
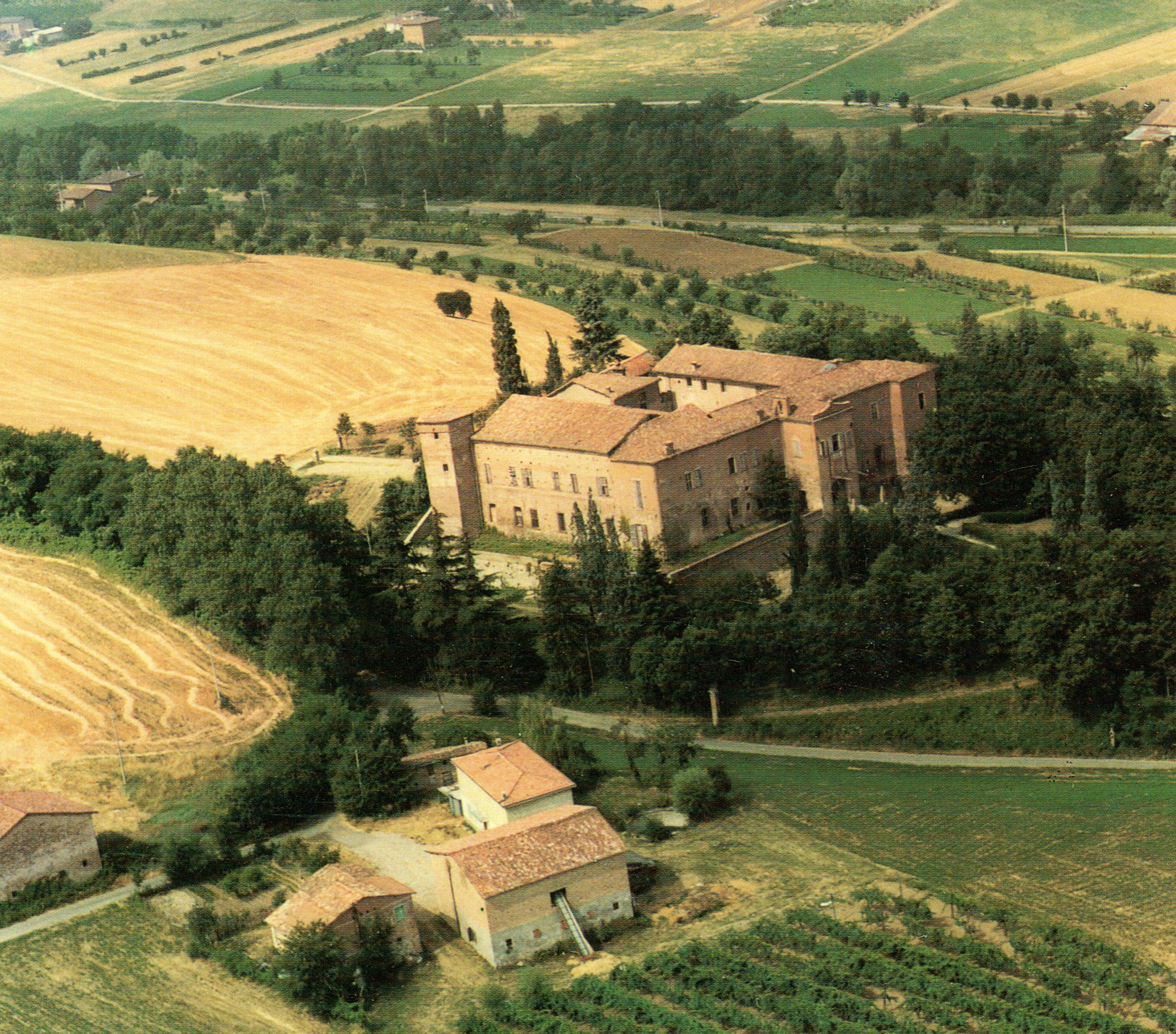
Castello di Spezzano, Fiorano Modenese (Provinz Modena), im Besitz der Pio von 1393 bis 1599
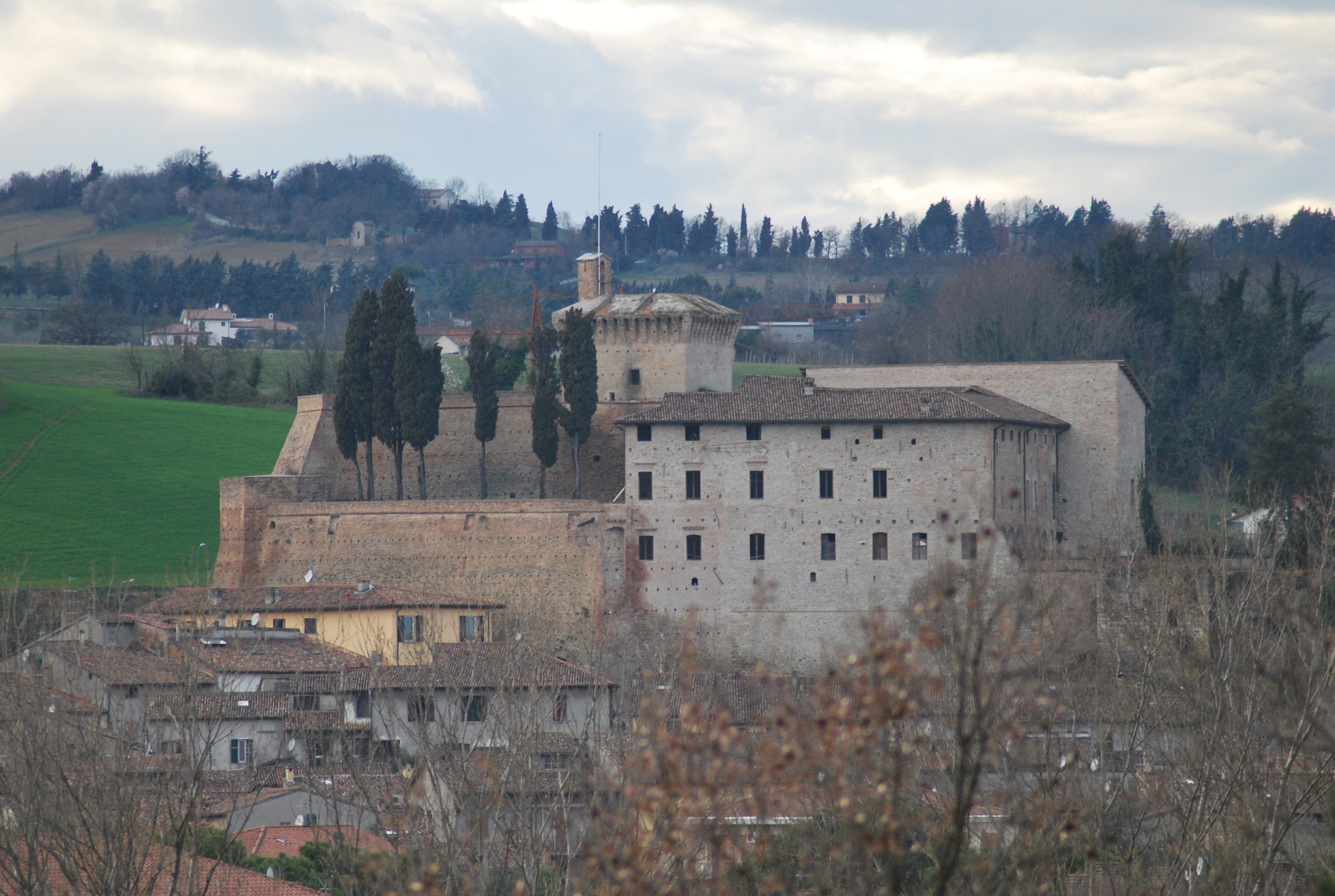
Rocca di Meldola, Provinz Forlì-Cesena, Pio-Besitz zwischen 1518 und 1597
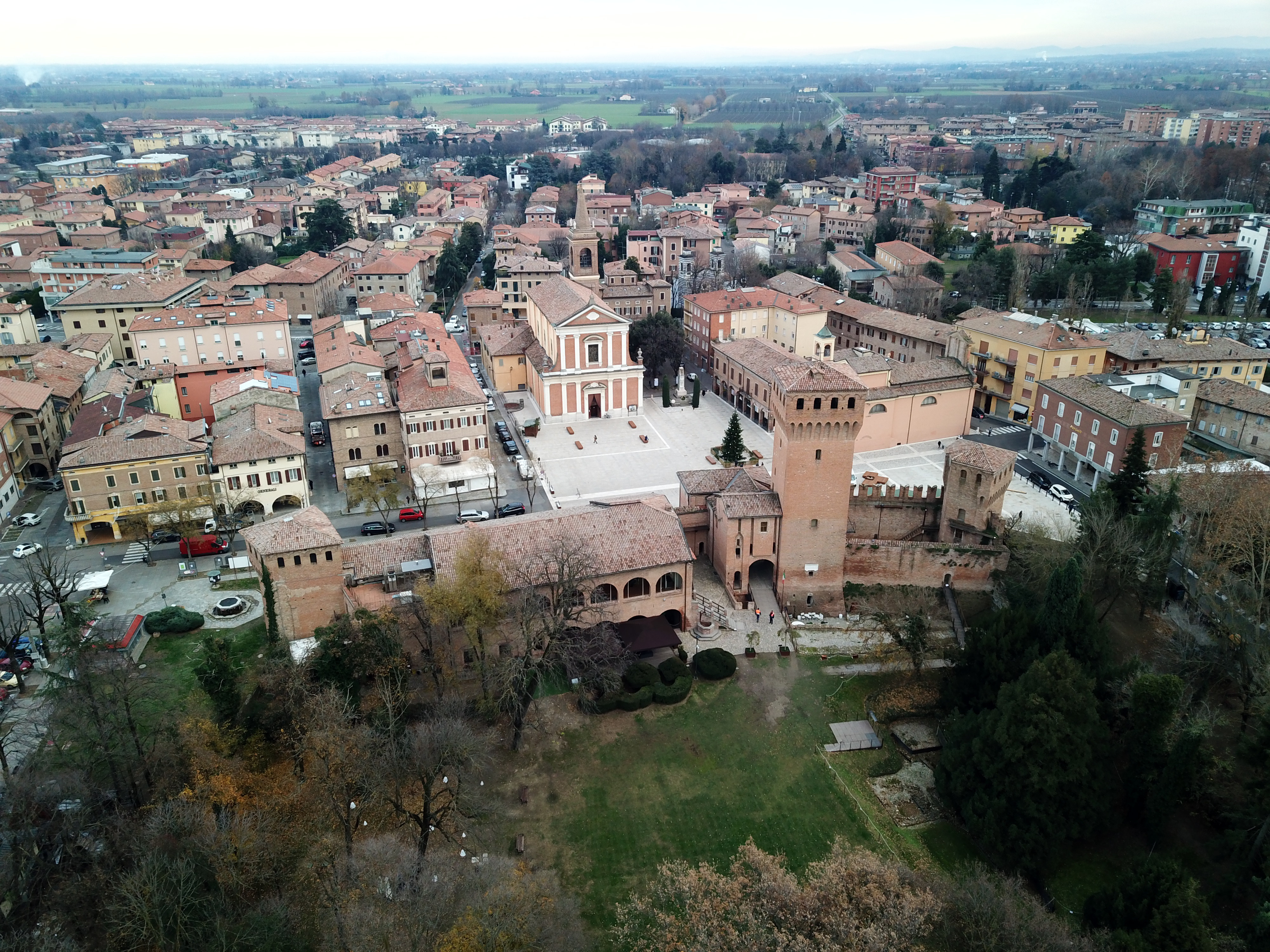
Formigine (Provinz Modena), im Vordergrund das Castello di Formigine; im Besitz der Pio von 1405 bis 1599
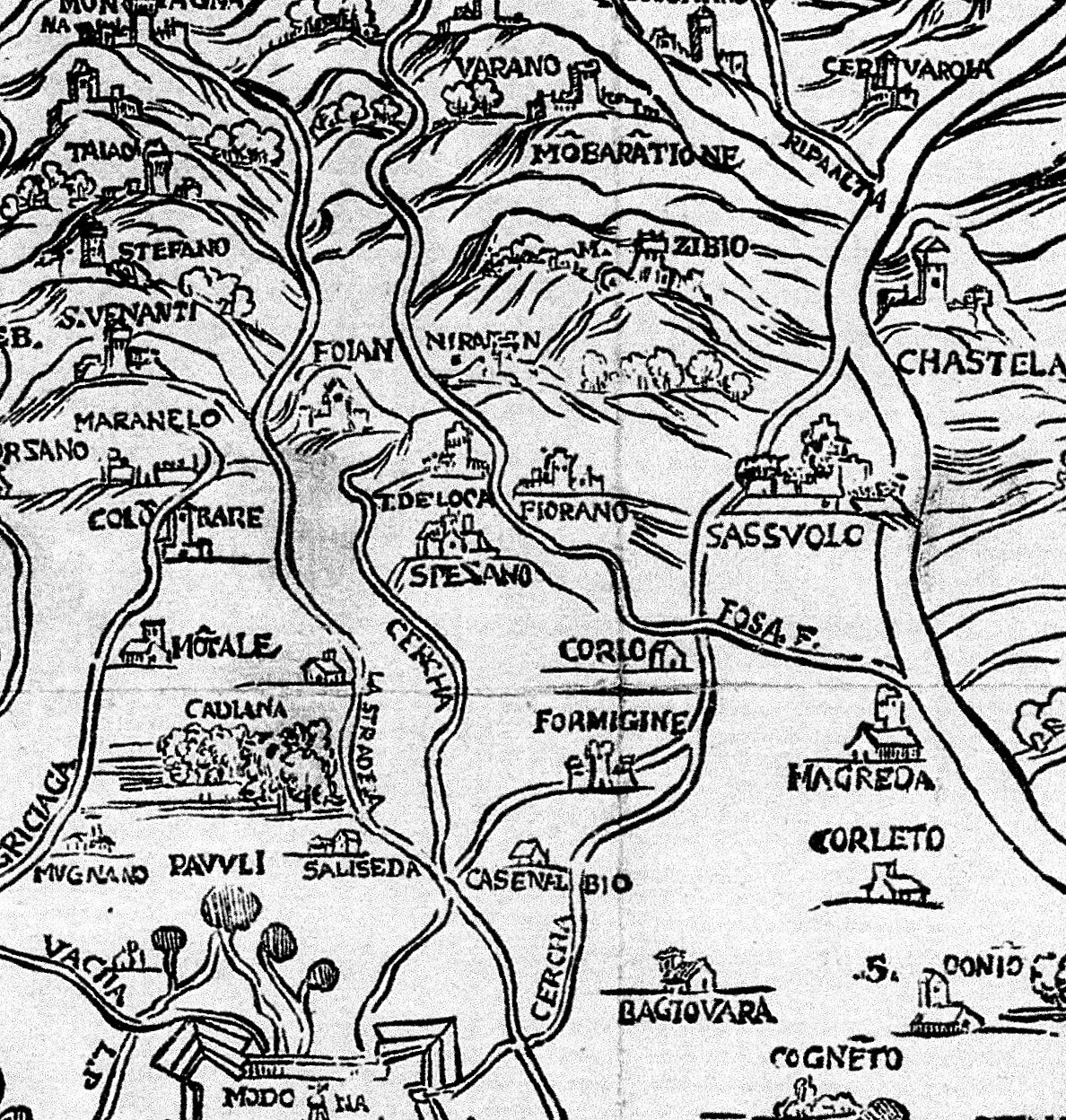
Die Signoria von Sassuolo der Pio di Savoia, 16. Jh.
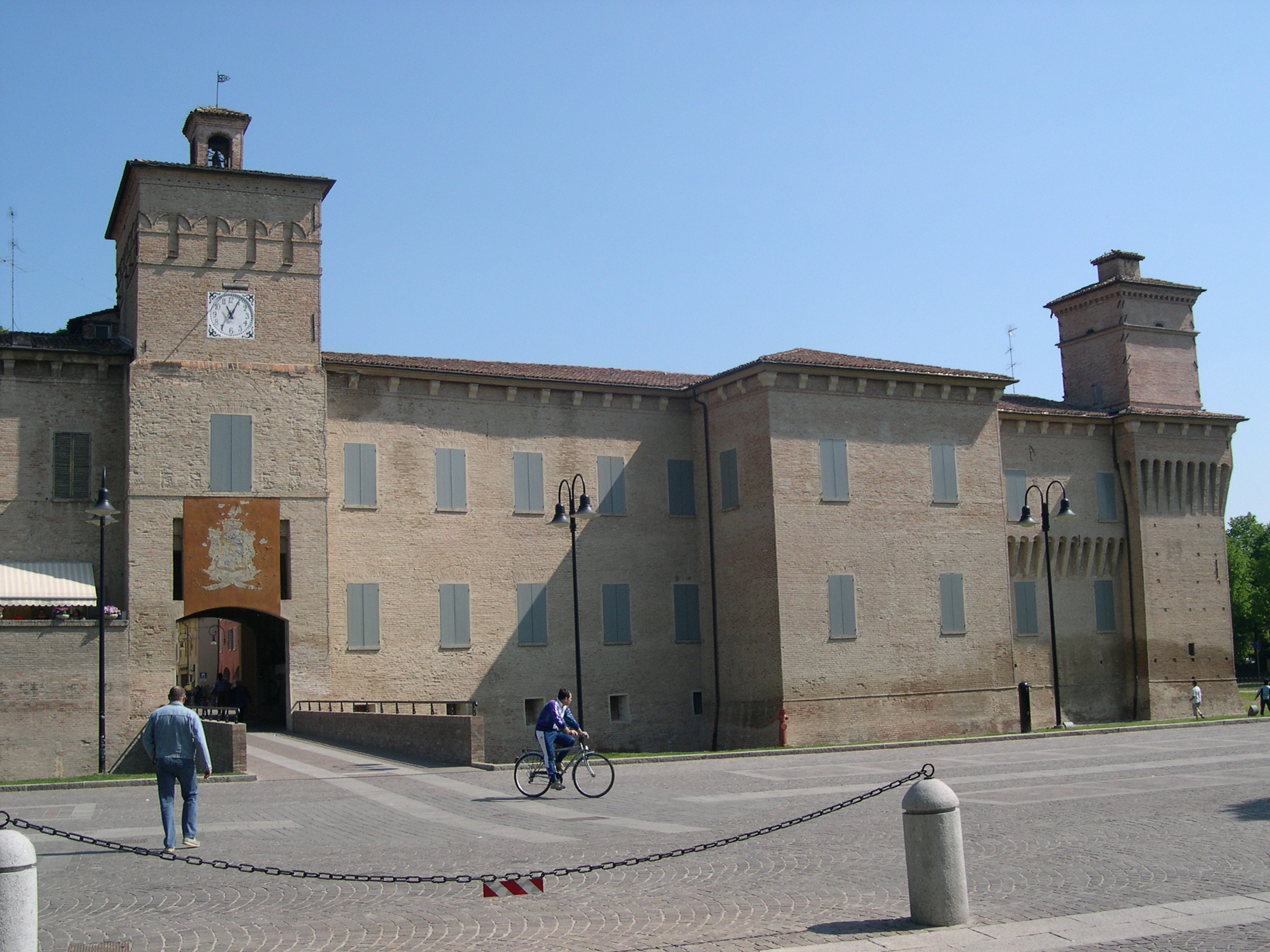
Castello di Soliera, im Besitz der Pio von 1405 bis 1525
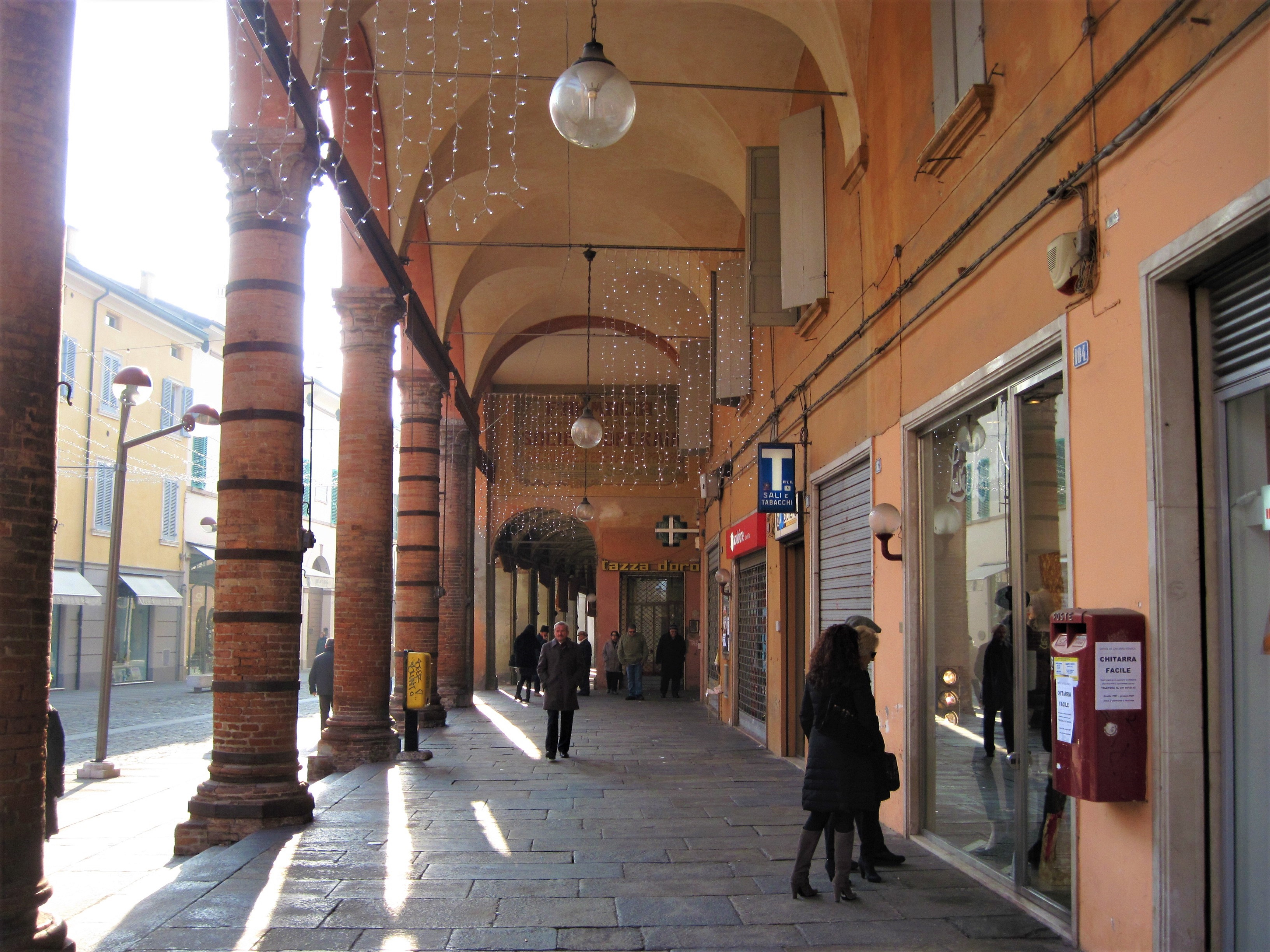
Portico am Mercato del Grano, Carpi
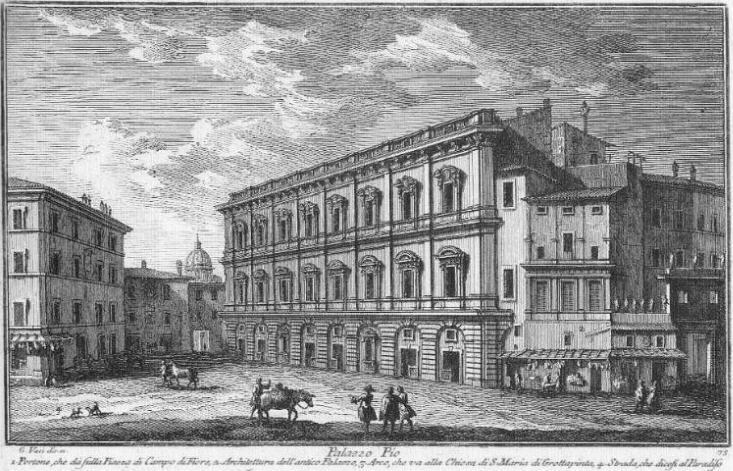
Palazzo Pio am Campo de’ Fiori in Rom, erworben 1652 von Kardinal Carlo Emanuele Pio di Savoia